# Кенні Логгінс
Кенні Логгінс (англ. Kenny Loggins; нар. 7 січня 1948, Еверетт, Вашингтон, США) — американський вокаліст, гітарист, басист, композитор, автор пісень і продюсер.

## Біографія
Народився 7 січня 1948 року в Еверетт, штат Вашингтон. У 1966 році закінчив католицьку школу. Музичну кар'єру Логгінс 1968 року як засновник гурту «The Second Helping». Вони випустили лише три сингли під лейблом «Viva Records». З 1969 року перебував у складі гурту «Gator Creek», компонував пісні для таких виконавців як, наприклад, «The Nitty Gritty Dirt Band» (хіт — «House At Pooh Corner»). 1971 року Кенні утворив разом з гітаристом Джимом Мессіною, відомого як продюсер альбомів «Buffalo Springfield» і «Росо», дует «Loggins & Messina». Вони виконували пісні у стилі катрі-року скомбінованого з латинсько-мексиканською музикою та ритм-енд-блюзом. Звучання зацікавило велику кількість слухачів, що дозволило дев'яти їхнім альбомам досягти верхівки американського чарту. Також хітами ставали і сингли, наприклад, «Your Mama Don't Dance» та «My Music».
Постійні турне Америкою зробили з дуету «Loggins & Messina» одних з найпривабливіших виконавців першої половини сімдесятих років. Однак 1977 року Логгінс розпрощався із своїм партнером і розпочав сольну кар'єру як виконавець ліричних рок-балад. Одна з таких балад — «Whenever I Call You Friend», яку Кенні написав разом з Меліссою Манчестер, а виконав у дуеті з вокалісткою Fleetwood Mac Стіві Нікс, 1978 року потрапила до американського топ-10. Подібний успіх здобув твір «This Is It». Також Логгінс був співавтором суперхіта гурту The Doobie Brothers — пісні «What A Fool Believes», a 1982 року разом з вокалістом Journey Стівом Перрі записав твір «Don't Fight It».
Однак у вісімдесятих роках артист здобув славу як автор творів до фільмів, а також як їхній виконавець. Першим успіхом на цій ниві став твір «I'm Alright» з фільму 1980 року «Гольф-клуб» («Caddyshack»), та великий хіт «Footloose» з однойменного фільму 1984 року Херберта Росса. Проте найкращим досягненням Логгінса як автора музики до фільмів виявилася звукова доріжка до фільму «Top Gun» (1986, реж. Тоні Скотт). Серед кількох скомпонованих ним пісень, що ввійшли до фільму, одна — «Danger Zone» — була у його власному виконанні і стала суперхітом. На черговому саундтрекові «Caddyshak II» був ще один хіт Логгінса «Nobody's Fool». 1991 року також чималий успіх здобув його сингл «Convictions Of The Heart».

## Дискографія
- 1977: Celebrate My Home
- 1978: Nightwatch
- 1979: Keep The Fire
- 1980: Alive
- 1982: High Adventure
- 1985: Vox Humana
- 1988: Back To Avalon
- 1992: Leap Of Faith
- 1993: Outside — From The Redwoods
- 1997: Yesterday? Today, Tomorrow -The Great Hits Of Kenny Loggins
- 1997: Unimaginable Life
- 1998: December
- 2000: More Songs from Pooh Corner
- 2003: It's About Time
- 2007: How About Now

### Gator Creek
- 1970: Gator Creek

### Loggins & Messina
- 1972: Sittin' In
- 1972: Loggins & Messina
- 1973: Full Sail
- 1974: On Stage
- 1974: Mother Lode
- 1975: So Fine
- 1975: Native Sons
- 1976: The Best Of Friends
- 1977: Finale
- 1980: The Best Of Loggins & Messina

## Нагороди і номінації
| Асоціація                   | Рік  | Робота                                     | Категорія                                          | Результат | Прим.  |
| --------------------------- | ---- | ------------------------------------------ | -------------------------------------------------- | --------- | ------ |
| Academy Awards              | 1985 | «Footloose»                                | Best Original Song                                 | Номінація | [ 6 ]  |
| British Academy Film Awards | 1976 | A Star Is Born (song: «I Believe in Love») | Best Original Music (Anthony Asquith Award)        | Номінація | [ 7 ]  |
| Daytime Emmy Awards         | 1993 | This Island Earth                          | Outstanding Special Class Program                  | Номінація | [ 8 ]  |
| Daytime Emmy Awards         | 1993 | «This Island Earth»                        | Outstanding Original Song                          | Перемога  | [ 9 ]  |
| Golden Globe Awards         | 1985 | «Footloose»                                | Best Original Song                                 | Номінація | [ 10 ] |
| Grammy Awards               | 1973 | —                                          | Best New Artist                                    | Номінація | [ 11 ] |
| Grammy Awards               | 1978 | A Star Is Born                             | Best Score Soundtrack for Visual Media             | Номінація | [ 11 ] |
| Grammy Awards               | 1980 | «What a Fool Believes»                     | Song of the Year                                   | Перемога  | [ 11 ] |
| Grammy Awards               | 1981 | «This Is It»                               | Best Male Pop Vocal Performance                    | Перемога  | [ 11 ] |
| Grammy Awards               | 1981 | «I'm Alright»                              | Best Male Rock Vocal Performance                   | Номінація | [ 11 ] |
| Grammy Awards               | 1983 | «Don't Fight It»                           | Best Rock Performance by a Duo or Group with Vocal | Номінація | [ 11 ] |
| Grammy Awards               | 1985 | Footloose                                  | Best Score Soundtrack for Visual Media             | Номінація | [ 11 ] |
| Grammy Awards               | 1985 | «Footloose»                                | Best Male Pop Vocal Performance                    | Номінація | [ 11 ] |
| Grammy Awards               | 1987 | «Danger Zone»                              | Best Male Pop Vocal Performance                    | Номінація | [ 11 ] |
| Grammy Awards               | 1995 | Return to Pooh Corner                      | Best Musical Album for Children                    | Номінація | [ 11 ] |
| Grammy Awards               | 2001 | More Songs from Pooh Corner                | Best Musical Album for Children                    | Номінація | [ 11 ] |
| Grammy Awards               | 2010 | In a Dream                                 | Best New Age Album                                 | Номінація | [ 11 ] |
| Tony Awards                 | 1999 | Footloose                                  | Best Original Score                                | Номінація | [ 12 ] |